# 徐忠
徐 忠（じょ ちゅう、生年不詳 - 1413年）は、明代の軍人。本貫は廬州合肥県。

## 生涯
父の爵位を嗣いで河南衛副千戸となった。たびたび北伐に従軍し、多くの捕虜や戦利品を得て、済陽衛指揮僉事に進んだ。洪武末年、開平に駐屯した。1399年（建文元年）、靖難の変が起こり、燕王朱棣の軍が居庸関と懐来を攻略すると、徐忠は開平ごと降伏した。朱棣に従って灤河を巡り、陳旭とともにその流域の城を落とした。李景隆が北平を攻撃すると、燕王朱棣の軍は大寧から救援に取って返した。朱棣が会州で五軍を置くと、徐忠は前軍を率いることになった。陳暉を白河で破り、李景隆を鄭村壩で破った。1400年（建文2年）、白溝河の戦いにおいて、徐忠は単騎で敵陣に突入した。指に流れ矢が当たったが、すぐさま刀で指を断って鏃を取り除いた。そのまま満身疾駆して奮戦したので、朱棣は高所からこれを見て、「真の壮士なり」と評した。済南に進攻し、滄州を攻め落とし、東昌で戦った。1401年（建文3年）、夾河で戦い、彰徳を攻め、西水寨を破った。1402年（建文4年）、東阿・東平・汶上を攻略し、霊璧で戦った。朱棣に従って長江を渡り南京に入った。指揮同知から都督僉事に累進した。永康侯に封じられ、1100石の禄を賜り、世券を与えられた。
徐忠は戦うたびに諸将の先頭に立って、敵の鋭鋒を挫いた。軍の統制は厳格で、通過したところで騒動を起こすことがなかった。降伏者に寛容で、その協力を引き出すことができた。継母に孝事して知られた。夜間に帰宅すると、必ず家廟に手を合わせてから家に入った。節倹で慎み深く、罪に問われたことがなかった。永楽帝（朱棣）が北巡すると、徐忠は皇太子朱高熾の監国を補佐して北京の留守をつとめた。1413年（永楽11年）8月、死去した。蔡国公に追封された。諡は忠烈といった。